# Ivar (wrestler)
Todd Smith, meglio conosciuto con il ring name Ivar (Lynn, 3 marzo 1984), è un wrestler statunitense sotto contratto con la WWE.
Smith è noto per aver formato, con Erik, i Viking Raiders, con il quale ha vinto una volta il Raw Tag Team Championship e combattuto nel territorio di sviluppo della WWE, NXT, dove hanno vinto una volta l'NXT Tag Team Championship.
Il duo, prima di approdare in WWE, era noto come War Machine e ha lottato nella New Japan Pro-Wrestling e nella Ring of Honor dove hanno vinto rispettivamente due volte l'IWGP Tag Team Championship e una volta il ROH World Tag Team Championship.

## Carriera

### WWE (2005–2006, 2014)
Smith ha fatto la sua prima apparizione in WWE nella puntata di Velocity del 16 dicembre 2005 perdendo contro Doug Basham. Nella puntata di SmackDown! del 15 settembre 2006 Smith venne pesantemente sconfitto da Sylvester Terkay. Nell'aprile del 2014 Smith tornò in WWE come parte del tryout camp.

### WWE (2018–presente)

#### NXT(2018–2019)
Il 16 gennaio 2018 la WWE annunciò di aver messo sotto contratto i War Machine, mandandoli nel Performance Center. Hanson e Rowe debuttarono come i War Raiders nella puntata di NXT dell'11 aprile interferendo nel match tra gli Heavy Machinery (Otis Dozovic e Tucker Knight) e Riddick Moss e Tino Sabbatelli. Nella puntata di NXT del 18 aprile i War Raiders fecero il loro debutto sul ring sconfiggendo facilmente i Metro Brothers (Chris Metro e JC Metro), due jobber. Il 17 novembre, a NXT TakeOver: WarGames, i War Raiders, Pete Dunne e Ricochet sconfissero l'Undisputed Era (Adam Cole, Bobby Fish, Kyle O'Reilly e Roderick Strong) in un WarGames match. Il 26 gennaio 2019, a NXT TakeOver: Phoenix, i War Raiders sconfissero Kyle O'Reilly e Roderick Strong dell'Undisputed Era conquistando l'NXT Tag Team Championship per la prima volta. Il 5 aprile, a NXT TakeOver: New York, i War Raiders mantennero le cinture contro Aleister Black e Ricochet.

#### Raw(2019–2021)
Con lo Shake-up del 15 aprile i War Raiders  vennero trasferiti nel roster di Raw, nonostante detenessero ancora l'NXT Tag Team Championship. In tale puntata, i due cambiarono nome in Erik e Ivar come The Viking Experience e, in serata, sconfissero, assieme ai Revival, Aleister Black, Ricochet, Curt Hawkins e Zack Ryder. Nella puntata di Raw del 22 aprile Erik e Ivar cambiarono nome in The Viking Raiders e attaccarono i Lucha House Party. Nella puntata di NXT del 1º maggio i Viking Raiders resero vacante l'NXT Tag Team Championship dopo la loro promozione al roster di Raw avvenuta sedici giorni prima. Nella puntata di Raw del 26 agosto i Viking Raiders parteciparono ad un Gauntlet match per determinare gli sfidanti al Raw Tag Team Championship di Braun Strowman e Seth Rollins ma vennero eliminati per squalifica insieme a Luke Gallows e Karl Anderson. Nella puntata di Raw del 14 ottobre i Viking Raiders sconfissero Dolph Ziggler e Robert Roode conquistando il Raw Tag Team Championship per la prima volta. Nella puntata di Raw del 18 novembre i Viking Raiders affrontarono Randy Orton e Ricochet per difendere il Raw Tag Team Championship ma vennero sconfitti per squalifica, mantenendo così i titoli, a causa dell'invasione degli atleti di SmackDown e NXT. Nella puntata di Raw del 9 dicembre i Viking Raiders difesero con successo i titoli contro gli Street Profits. Il 15 dicembre, a TLC: Tables, Ladders & Chairs, i Viking Raiders organizzarono una Open Challenge per il Raw Tag Team Championship, e ad essa risposero Luke Gallows e Karl Anderson dell'O.C., ma tale incontro terminò in doppio count-out. Nella puntata di Raw del 6 gennaio 2020 i Viking Raiders difesero con successo i titoli in un Triple Threat Tag Team match contro Luke Gallows e Karl Anderson e gli Street Profits. Nella puntata di Raw del 20 gennaio i Viking Raiders persero i titoli contro Buddy Murphy e Seth Rollins dopo 98 giorni di regno. Il 27 febbraio, nel Kick-off di Super ShowDown, i Viking Raiders vennero sconfitti da Luke Gallows e Karl Anderson. L'8 marzo, nel Kick-off di Elimination Chamber, i Viking Raiders trionfarono su Curt Hawkins e Zack Ryder. Nella puntata di Raw del 22 giugno i Viking Raiders affrontarono gli Street Profits per il Raw Tag Team Championship ma vennero sconfitti. Nella puntata di Raw del 27 luglio i Viking Raiders parteciparono ad un Triple Threat Tag Team match che comprendeva anche Andrade e Angel Garza e Cedric Alexander e Ricochet per determinare gli sfidanti al Raw Tag Team Championship degli Street Profits ma il match venne vinto da Andrade e Garza. In seguito, dopo l'infortunio di Ivar al collo, anche Erik si infortunò al tricipite. Nella puntata di Raw del 7 giugno i Viking Raiders, tornati in azione da poco tempo, trionfarono in una Battle Royal eliminando per ultimi gli RK-Bro, diventando gli sfidanti al Raw Tag Team Championship di AJ Styles e Omos. Il 18 luglio, a Money in the Bank, non riuscirono a conquistare le cinture. Due settimane dopo, a Raw, nella rivincita titolata di Money in the Bank, i Viking Raiders vennero nuovamente sconfitti da Styles e Omos.

#### SmackDown(2021–2023)
Il 4 ottobre, per effetto del Draft, i Viking Raiders passarono al roster di SmackDown. I due debuttarono nello show nella puntata del 5 novembre sconfiggendo Happy Corbin e Madcap Moss per count-out. Il 21 novembre, a Survivor Series, i Viking Raiders presero parte ad una Battle Royal dedicata a The Rock ma vennero eliminati. Nella puntata di SmackDown del 26 novembre Ivar prese parte una Battle Royal per determinare lo sfidante allo Universal Championship di Roman Reigns ma venne eliminato. Nella puntata di SmackDown del 24 dicembre Ivar partecipò ad un Gauntlet match per determinare lo sfidante all'Intercontinental Championship di Shinsuke Nakamura ma, dopo aver eliminato Shanky, venne eliminato da Sheamus. Nella puntata di SmackDown del 14 gennaio i Viking Raiders vinsero un Fatal 4-Way Tag Team match che comprendeva Cesaro e Mansoor, Jinder Mahal e Shanky e i Los Lotharios (Angel e Humberto), diventando gli sfidanti allo SmackDown Tag Team Championship degli Usos. Il 19 febbraio, ad Elimination Chamber, il match tra i Viking Raiders e gli Usos per i titoli di coppia di SmackDown non ebbe inizio a causa dell'attacco subito da parte dei campioni. Nella puntata di SmackDown del 4 marzo i Viking Raiders sfidarono nuovamente gli Usos per i titoli ma vennero sconfitti. Nella puntata di SmackDown del 1º aprile Ivar prese parte all'annuale André the Giant Memorial Battle Royal ma venne eliminato da Commander Azeez. Dopo una breve parentesi ad NXT 2.0 contro i Creed Brothers, i Viking Raiders tornarono come heel nella puntata di SmackDown del 24 giugno attaccando Kofi Kingston e Xavier Woods. Il 1º aprile, a WrestleMania 39, i Viking Raiders presero parte ad un Fatal 4-Way match insieme all'Alpha Academy, Braun Strowman e Ricochet e gli Street Profits ma il match venne vinto dai Profits.

#### Ritorno adRaw(2023–presente)
Il 29 aprile 2023, per effetto del Draft, i Raiders passarono al roster di Raw, facendovi dunque ritorno. Dopo un infortunio di Erik, cominciò a lottare in singolo e il 6 novembre, a Raw, provò a diventare lo sfidante di Gunther per l'Intercontinental Championship partecipando ad un fatal four-way match che comprendeva anche Bronson Reed, Ricochet e The Miz ma fu quest'ultimo a vincere.
Il 27 gennaio a Royal Rumble, partecipò all'omonimo incontro entrando col numero 19 ma venne eliminato da Bron Breakker. Nella puntata di Raw del 12 febbraio venne sconfitto da LA Knight, non riuscendo a qualificarsi per l'elimination chamber match.

## Personaggio
Ivar ed il suo compagno di tag team Erik seguono lo stile di vita straight edge.

### Mosse finali
- Doomsault (Moonsault) – dal 2023

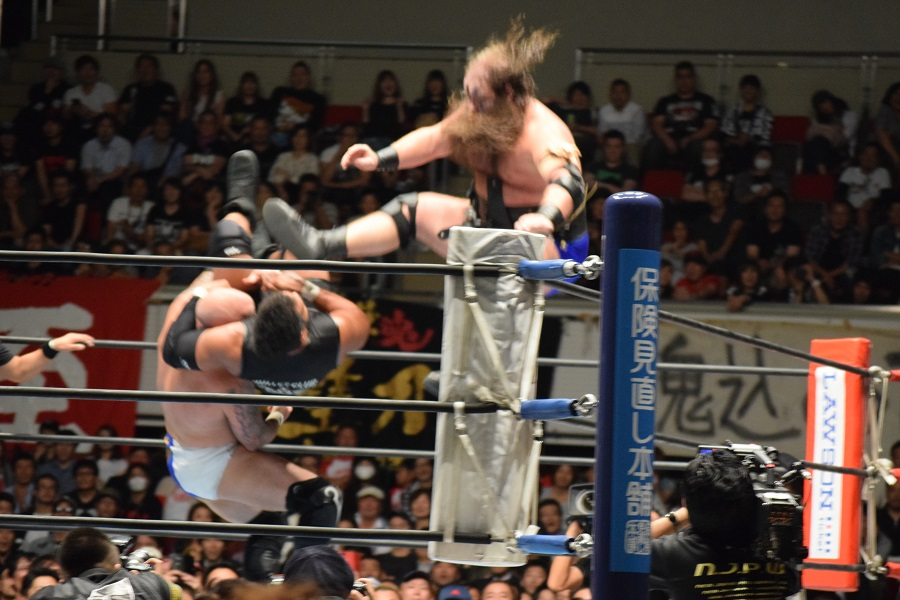
I War Machine eseguono la Fallout su Tanga Loa

- Sin City Plunge (Sit-out double underhook powerbomb)
- Spin Kick of Doom (Spin kick)

### Soprannomi
- "War Beard"

### Wrestler allenati
- Sasha Banks

## Titoli e riconoscimenti
- Brew City Wrestling

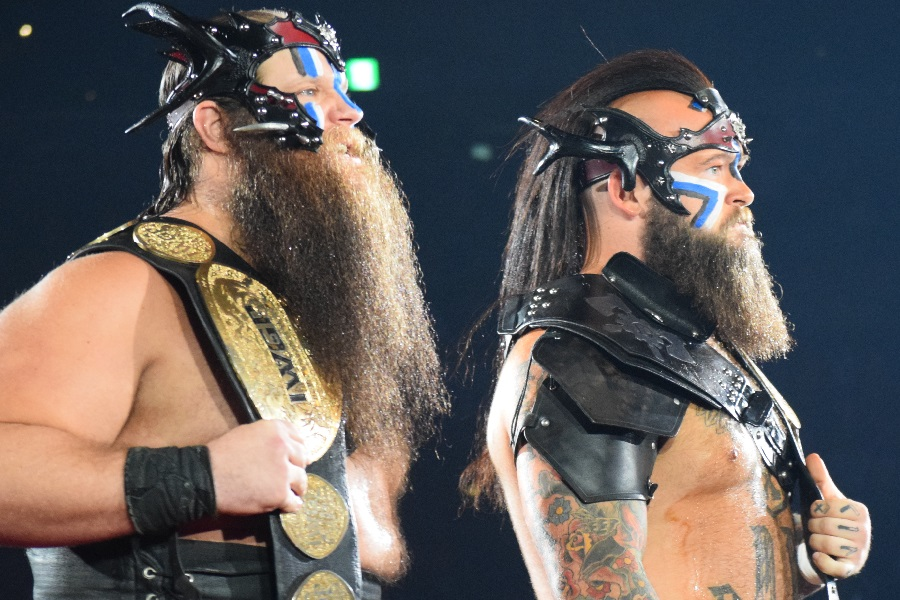
I War Machine con l'IWGP Tag Team Championship, titolo che hanno vinto due volte

  - BCW Tag Team Championship (1) – con Raymond Rowe
- Chaotic Wrestling
  - Chaotic Wrestling Heavyweight Championship (3)
  - Chaotic Wrestling Tag Team Championship (2) – con Psycho
- Millennium Wrestling Federation
  - MWF Heavyweight Championship (1)
  - MWF Tag Team Championship (1) – con Beau Douglas
- New Japan Pro-Wrestling
  - IWGP Tag Team Championship (2) – con Raymond Rowe
- NWA New England
  - NWA New England Television Championship (1)
  - NWA New England Tag Team Championship (1) – con Beau Douglas
- New England Championship Wrestling
  - NECW Television Championship (2)
  - IRON 8 Championship (2010)
- New England Wrestling Alliance
  - NEWA Heavyweight Championship (1)
- Northeast Wrestling
  - NEW Heavyweight Championship (1)
- Pro Wrestling Illustrated
  - 108º tra i 500 migliori wrestler singoli secondo PWI 500 (2016)
- Ring of Honor
  - ROH World Tag Team Championship (1) – con Raymond Rowe
  - Top Prospect Tournament (2014)
- Ultimate Championship Wrestling
  - UCW Tag Team Championship (1) – con Beau Douglas
- VIP Wrestling
  - VIP Tag Team Championship (1) – con Raymond Rowe
- What Culture Pro Wrestling
  - WCPW Tag Team Championship (1) – con Ray Rowe
- WWE
  - World Tag Team Championship (2) – con Erik
  - NXT Tag Team Championship (1) – con Rowe/Erik
- Xtreme Wrestling Alliance
  - XWA Heavyweight Champion (1)
- Altri titoli
  - OW Tag Team Championship (1) – con Psycho